# Amane Beriso
Amane Beriso, auch Amane Beriso Shankule, (* 13. Oktober 1991 in Kokosa, Oromia) ist eine äthiopische Langstreckenläuferin.

## Erfolge
2014 siegte sie beim Kopenhagen-Halbmarathon in 1:11:51 h.
Am 1. März 2015 gewann sie den Halbmarathon von Roma – Ostia mit 1:08:43 h, vier Wochen später den Halbmarathon in Warschau mit 1:10:54 h.
Am 4. Dezember 2022 siegte sie beim Valencia-Marathon in 2:14:58 h. Neben einem neuen Streckenrekord ist dies die aktuell drittschnellste Marathonzeit einer Frau.
Amane Beriso gewann bei den Leichtathletik-Weltmeisterschaften 2023 in Budapest in der Zeit von 2:24,23 h die Goldmedaille.

## Persönliche Bestzeiten
- 10-km-Straßenlauf: 32:06 min, 1. März 2015, Lido di Ostia
- Halbmarathon: 1:08:43 h, 1. März 2015, Lido di Ostia
- Marathon: 2:14:58 h, 4. Dezember 2022, Valencia